# Katholisch-Theologisches Seminar an der Philipps-Universität Marburg

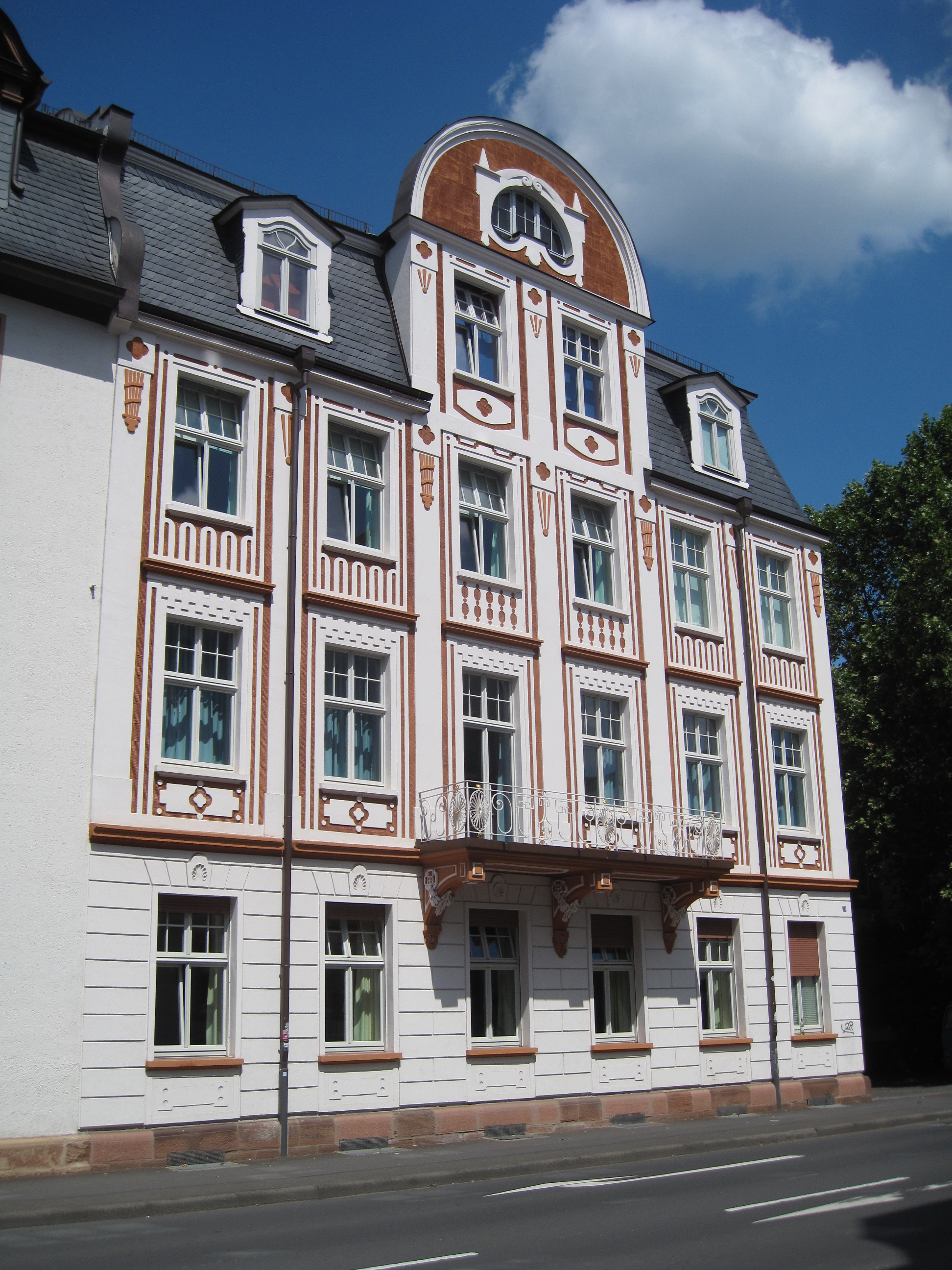
Sitz des Katholisch-Theologischen Seminars in Marburg, Deutschhausstraße 24

Das Katholisch-Theologische Seminar an der Philipps-Universität Marburg ist eine akademische Einrichtung der Theologischen Fakultät Fulda am Standort Marburg. Es dient vor allem der Ausbildung künftiger katholischer Religionslehrer bzw. -lehrerinnen mit dem Abschluss Erste Staatsprüfung für das Lehramt an Gymnasien, da das Fach Katholische Theologie an der Philipps-Universität Marburg selbst nicht vertreten ist. Ab Wintersemester 2022/2023 wird zusätzlich der Bachelor-Nebenfach-Studiengang „Katholisch-Theologische Studien“ angeboten.

## Geschichte
Seit 1948 hielten Professoren der Philosophisch-Theologischen Hochschule Fulda, der nunmehrigen Theologischen Fakultät, Vorlesungen in Marburg. Das Seminar als Institution entstand jedoch erst 1963 durch einen Briefwechsel des damaligen hessischen Kultusministers Ernst Schütte mit dem Fuldaer Bischof Adolf Bolte. Seither besteht eine enge Kooperation mit der Philipps-Universität, die 2016 durch einen Kooperationsvertrag bestätigt wurde. Vor Einrichtung des Instituts für Katholische Theologie mit einem entsprechenden Studienangebot an der erst 1971 gegründeten Universität Kassel war das Marburger Seminar die einzige Institution im Bistum Fulda, an der Gymnasiallehrer für den katholischen Religionsunterricht ausgebildet wurden. 
2015 gliederte Bischof Heinz Josef Algermissen das seither vom Bistum unmittelbar getragene Seminar der Theologischen Fakultät Fulda ein, die damit über einen Marburger Campus verfügt. Lange Jahre waren Gerhard Matern und Harald Wagner Leiter des Seminars, von 2012 bis 2017 wurde es vom Moraltheologen Rupert M. Scheule geleitet, später leitete Notker Baumann die Einrichtung. Seit 2024 ist Tobias Hack Leiter. 2016 waren circa 60 Studierende am Seminar eingeschrieben. Im Allgemeinen werden zwischen 60 und 100 Studierende betreut.